# Palazzo Paradiso

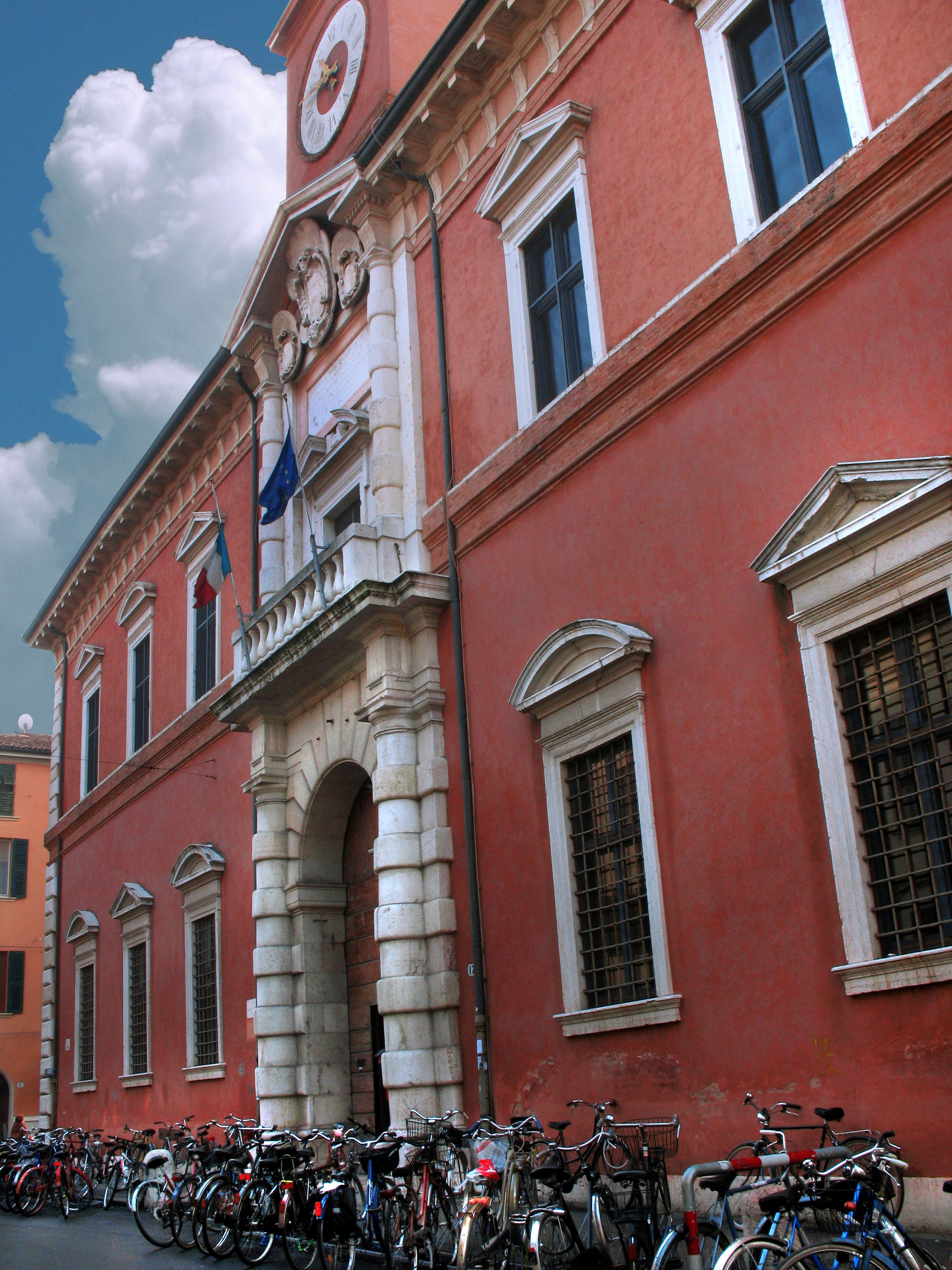
Palazzo Paradiso in de stad Ferrara

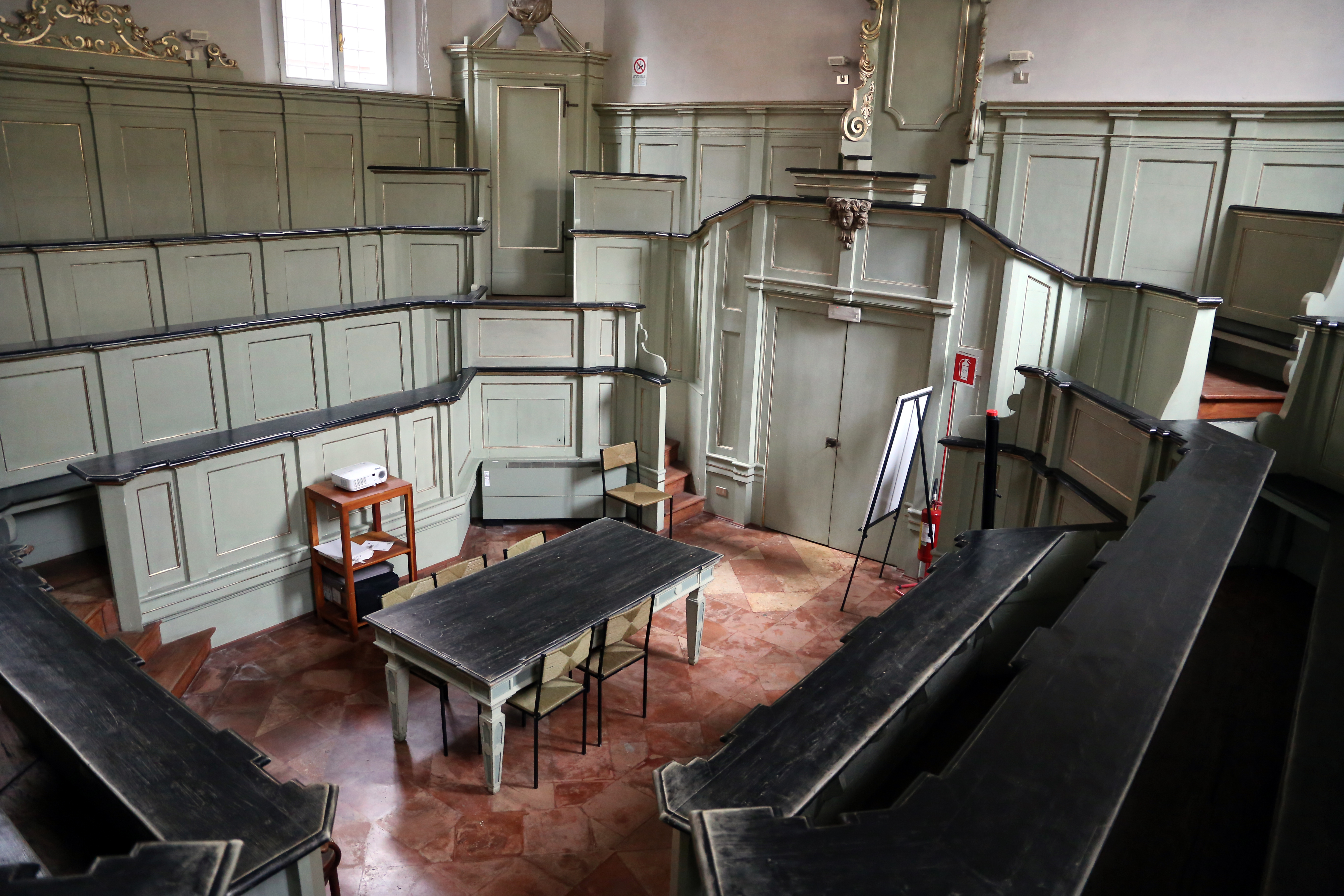
Anatomisch Theater (gelijkvloers)

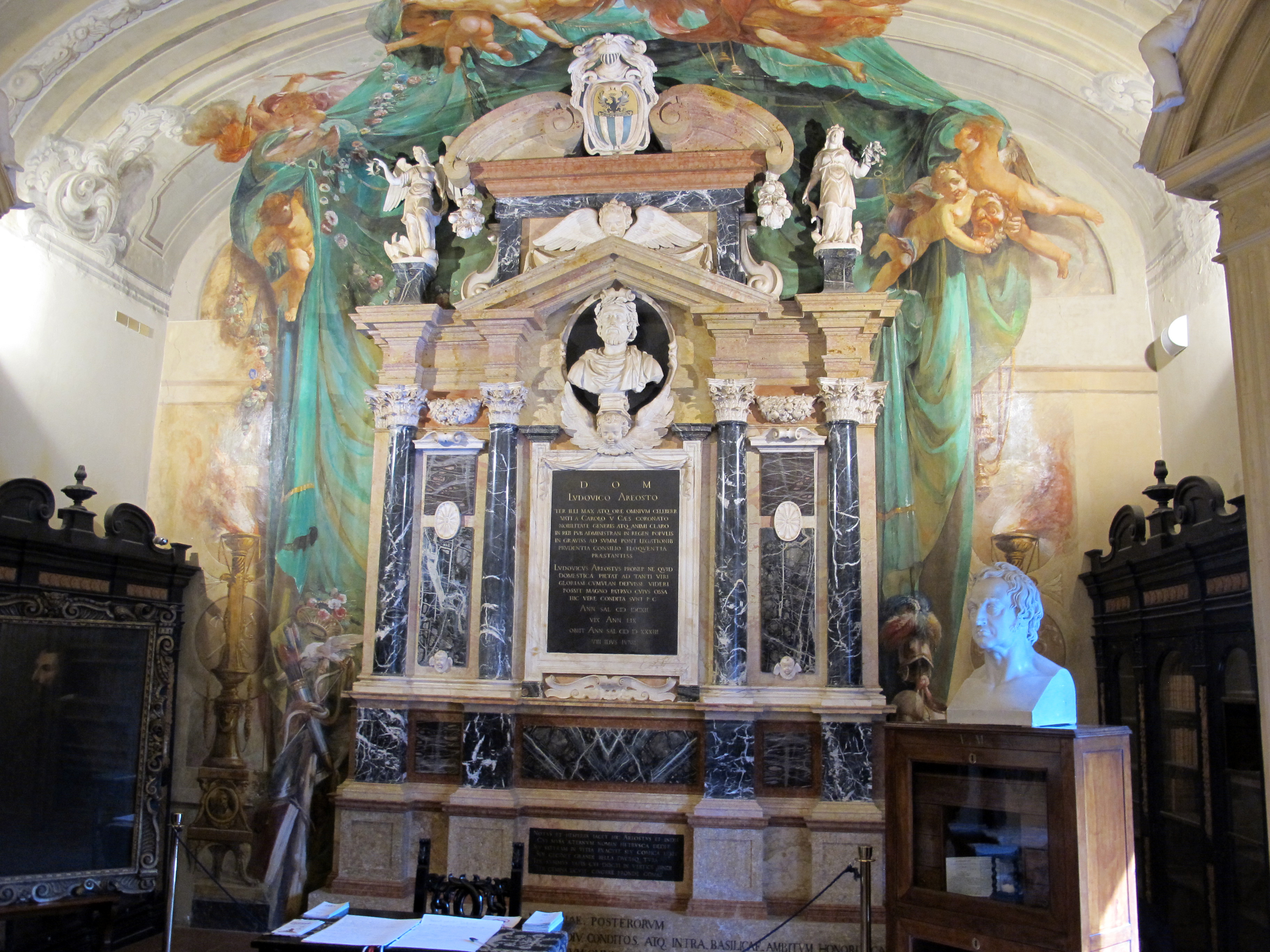
Praalgraf van Ariosto (1e verdiep)

Het Palazzo Paradiso in Ferrara (Italië) was het paleis van de familie d'Este, heersers van de stadstaat Ferrara. Na de middeleeuwen was het een universiteitsgebouw en sinds de 20e eeuw is het de stadsbibliotheek van Ferrara. 

## Historiek
Alberto V d'Este, van het adellijk huis d'Este, was heer van Ferrara en Modena (14e eeuw). Hij liet het paleis bouwen in de residentiestad Ferrara. In de jaren 1437-1438 ontving de familie d'Este er de concilievaders van het oecumenisch concilie van Ferrara-Florence. Zowel paus Eugenius IV als keizer Johannes VIII Paleologus van Byzantium verbleven er al die tijd in het paleis. Ter gelegenheid van het concilie had Antonio Alberti een fresco aangebracht in de grote zaal waarin hij het Aards paradijs voorstelde. Dit fresco verwees naar de naam van het paleis. De fresco verdween in de jaren na het concilie.
In 1567 schonk kardinaal Ippolito II d'Este het paleis aan de stad Ferrara. Hij verplichtte de stad er de universiteit van Ferrara te huisvesten. De universiteit bleef er tot in 1963. Het stadsbestuur liet in de 16e eeuw een monumentale toegangspoort bouwen. Drie van de vier loggia's aan de binnenkoer werden afgebroken. Verschillende faculteiten hadden er achtereenvolgens hun intrek, sinds 1567. De galerij werd gebruikt voor promoties van doctores. Tijdelijk bestond er een botanische tuin achter het paleis. Destijds werd het Palazzo Paradiso ook wel Palazzo dell'Università genoemd.
In de 18e eeuw liet de anatoom Giacinto Agnelli met hulp van architect Francesco Mazzarelli een anatomisch theater inrichten. Het grote salon op de gelijkvloers werd herbouwd tot een snijzaal voor de lessen anatomie (1731). Vanaf 1753 werd de grote galerij van het paleis ingericht als bibliotheek van de universiteit. Toen de medische faculteit wegtrok in 1801, gebruikte de faculteit Scheikunde het anatomisch theater als een leslokaal met scheikundige demonstraties op de trappen.
In 1801 verhuisde het stadsbestuur de stoffelijke resten van Ludovico Ariosto (16e eeuw) naar het Palazzo Paradiso. Zij bouwden, op vraag van de studenten, een praalgraf, ter ere van de bekende hofdichter en toneelschrijver Ariosto van het hertogelijk hof van Ferrara. Het oorspronkelijke graf bevond zich in de kloosterkerk van San Benedetto in Ferrara. In 1801 bouwde Alessandro Nani uit Mantua het marmeren praalgraf, op het eerste verdiep van het Palazzo Paradiso. 
In de loop van de 19e eeuw en de 20e eeuw liet het stadsbestuur meerdere malen het paleis restaureren. 
Vanaf 1963 diende het Palazzo Paradiso uitsluitend als stadsbibliotheek. De bibliotheek draagt de naam van Ariosto: biblioteca comunale Ariostea.